# Галіч (станція метро)
41°01′22″ пн. ш. 28°58′01″ сх. д. / 41.022822594411° пн. ш. 28.966835590506° сх. д.
Галіч (тур. Haliç) — станція лінії М2 Стамбульського метрополітену. Відкрита 15 лютого 2014.
Розташована на метромосту через Золотий Ріг між районами Фатіх і Бейоглу, Стамбул, Туреччина.
Конструкція — естакадна станція відкритого типу з двома береговими платформами.

## Туристичні пам'ятки
- Міст Ататюрка
- Мечеть Кантарджилар
- Мечеть Азапкапі Сокуллу Мехмет-паші[en]
- Мечеть Сулеймана Субасі
- Мечеть Учміхраплі[tr]
- Мечеть Явуза Сінана

| Попередня станція     | Лінія | Лінія                           | Лінія | Наступна станція       |
| --------------------- | ----- | ------------------------------- | ----- | ---------------------- |
| Шишхане до Хаджиосман |       | M2 (Стамбульський метрополітен) |       | Везнеджилер до Єнікапи |